# 小行星9123
小行星9123（英語：9123 Yoshiko）是一颗围绕太阳公转的小行星。1998年3月24日，香川哲男在静冈县发现了此天体。
这颗小行星的绝对星等为212.22418等。